# الكدام واسفل الحنكة (ردفان)

تعديل مصدري - تعديل

الكدام واسفل الحنكة هي إحدى قرى عزلة الحبيلين بمديرية ردفان التابعة لمحافظة لحج، بلغ تعداد سكانها 57 نسمة حسب تعداد اليمن لعام 2004.